# Teoria de les grans desviacions
En teoria de la probabilitat, la teoria de les grans desviacions es refereix al comportament asimptòtic de les cues remotes de seqüències de distribucions de probabilitat. Mentre que algunes idees bàsiques de la teoria es poden rastrejar a Laplace, la formalització va començar amb les matemàtiques d'assegurances, és a dir, la teoria de la ruïna amb Cramér i Lundberg. Una formalització unificada de la teoria de la gran desviació es va desenvolupar el 1966, en un article de Varadhan. La teoria de grans desviacions formalitza les idees heurístiques de concentració de mesures i generalitza àmpliament la noció de convergència de mesures de probabilitat.
A grans trets, la teoria de les grans desviacions es refereix a la disminució exponencial de les mesures de probabilitat de certs tipus d'esdeveniments extrems o de cua.

## Exemples introductoris

### Un exemple elemental
Considerant una seqüència de llançaments independents d'una moneda justa. Els possibles resultats podrien ser cap o cua. Denotant el possible resultat de l'i-è assaig per {\displaystyle X_{i}}, on es codifica el cap com a 1 i la cua com a 0. Ara es fa {\displaystyle M_{N}} i el valor mitjà després {\displaystyle N} assaigs, és a dir
{\displaystyle M_{N}={\frac {1}{N}}\sum _{i=1}^{N}X_{i}}.
Aleshores {\displaystyle M_{N}} està entre 0 i 1. De la llei dels grans nombres es dedueix que a mesura que N creix, la distribució de {\displaystyle M_{N}} convergeix a {\displaystyle 0.5=\operatorname {E} [X]} (el valor esperat d'un sol llançament de moneda).
A més, pel teorema central del límit, es dedueix que {\displaystyle M_{N}} es distribueix aproximadament normalment per a grans {\displaystyle N}. El teorema del límit central pot proporcionar informació més detallada sobre el comportament de {\displaystyle M_{N}} que la llei dels grans nombres. Per exemple, podem trobar aproximadament una probabilitat de cua de {\displaystyle M_{N}}, {\displaystyle P(M_{N}>x)}, això {\displaystyle M_{N}} és més gran que {\displaystyle x}, per un valor fix de {\displaystyle N}. Tanmateix, l'aproximació pel teorema del límit central pot no ser precisa si {\displaystyle x} està lluny de {\displaystyle \operatorname {E} [X_{i}]} tret que {\displaystyle N} és prou gran. A més, no proporciona informació sobre la convergència de les probabilitats de la cua quan {\displaystyle N\to \infty }. Tanmateix, la teoria de la gran desviació pot donar respostes a aquests problemes.

### Grans desviacions per a sumes de variables aleatòries independents
En l'exemple anterior de llançament de monedes vam assumir explícitament que cada llançament és una prova independent i la probabilitat d'aconseguir cap o cua és sempre la mateixa.
Si {\displaystyle X,X_{1},X_{2},\ldots } ser independents i idènticament distribuïdes (iid) variables aleatòries la distribució comuna de les quals compleix una determinada condició de creixement. Aleshores existeix el següent límit:
{\displaystyle \lim _{N\to \infty }{\frac {1}{N}}\ln P(M_{N}>x)=-I(x)}.
Aquí
{\displaystyle M_{N}={\frac {1}{N}}\sum _{i=1}^{N}X_{i}},
com abans.
Funció {\displaystyle I(\cdot )} s'anomena " funció de velocitat " o "funció de Cramér" o de vegades "funció d'entropia".

## Definició formal
Donat un espai polonès {\displaystyle {\mathcal {X}}} deixar {\displaystyle \{\mathbb {P} _{N}\}} ser una seqüència de mesures de probabilitat de Borel {\displaystyle {\mathcal {X}}}, deixar {\displaystyle \{a_{N}\}} ser una successió de nombres reals positius tal que {\displaystyle \lim _{N}a_{N}=\infty }, i finalment deixar {\displaystyle I:{\mathcal {X}}\to [0,\infty ]} ser un funcional semicontinu inferior {\displaystyle {\mathcal {X}}.} La seqüència {\displaystyle \{\mathbb {P} _{N}\}} es diu que satisfà un principi de gran desviació amb la velocitat {\displaystyle \{a_{n}\}} i taxa {\displaystyle I} si, i només si, per a cada conjunt mesurable de Borel {\displaystyle E\subset {\mathcal {X}}},
{\displaystyle -\inf _{x\in E^{\circ }}I(x)\leq \varliminf _{N}a_{N}^{-1}\log(\mathbb {P} _{N}(E))\leq \varlimsup _{N}a_{N}^{-1}\log(\mathbb {P} _{N}(E))\leq -\inf _{x\in {\overline {E}}}I(x)},
on {\displaystyle {\overline {E}}} i {\displaystyle E^{\circ }} denoten respectivament el tancament i l'interior d'{\displaystyle E}.

## Història breu
Els primers resultats rigorosos sobre grans desviacions es deuen al matemàtic suec Harald Cramér, que els va aplicar per modelar el negoci de les assegurances. Des del punt de vista d'una companyia d'assegurances, els guanys són a un ritme constant per mes (la prima mensual) però les reclamacions es produeixen de manera aleatòria. Perquè l'empresa tingui èxit durant un període determinat (preferiblement molts mesos), els guanys totals han de superar el total de la reclamació. Així, per estimar la prima cal fer la següent pregunta: "Què hem de triar com a prima {\displaystyle q} tal que s'ha acabat {\displaystyle N} mesos la reclamació total {\displaystyle C=\Sigma X_{i}} hauria de ser inferior a {\displaystyle Nq}?" Aquesta és clarament la mateixa pregunta que fa la teoria de les grans desviacions. Cramér va donar una solució a aquesta pregunta per a variables aleatòries iid, on la funció de velocitat s'expressa com una sèrie de potències.

## Aplicacions
Els principis de grans desviacions es poden aplicar eficaçment per recopilar informació d'un model probabilístic. Així, la teoria de les grans desviacions troba les seves aplicacions en la teoria de la informació i la gestió del risc. En física, l'aplicació més coneguda de la teoria de les grans desviacions sorgeix en la termodinàmica i la mecànica estadística (en relació amb la relació de l'entropia amb la funció de velocitat).